# Opera

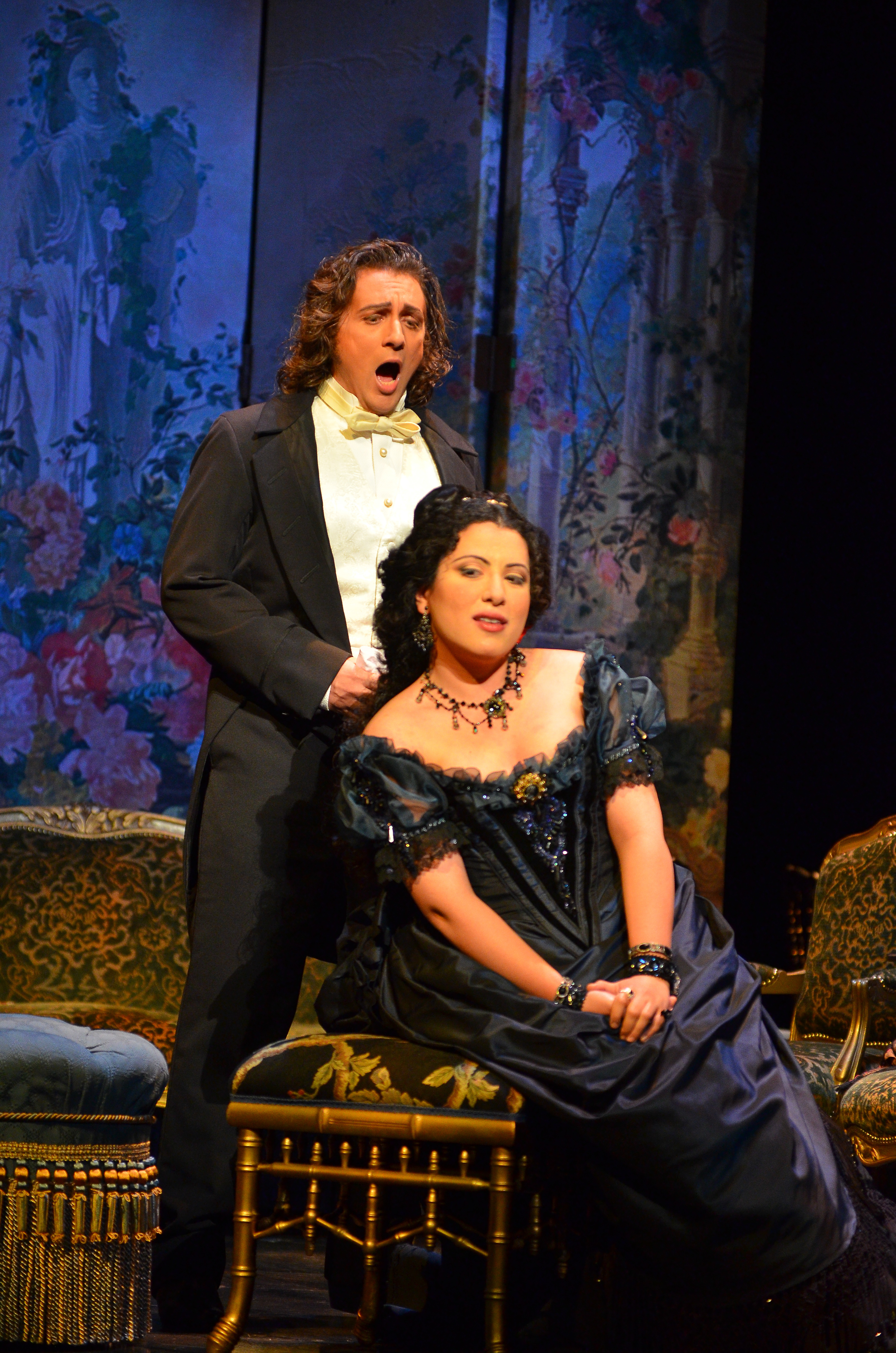
La traviata (Maria Alejandres e Ivan Magri) 2013

L'opera è il termine italiano di utilizzo internazionale per un genere teatrale e musicale in cui l'azione scenica è abbinata alla musica e al canto. La denominazione "opera" è la forma abbreviata di opera lirica o anche della locuzione sostantivale opera in musica. Non è un caso che la parola "opera" sia usata invariabilmente in quasi tutte le lingue del mondo: anche se pure altre nazioni posseggono tradizioni operistiche di innegabile importanza e valore, il genere è nato e si è sviluppato in Italia, paese che per questo possiede il maggior numero di teatri d'opera al mondo e ha tra i suoi maggiori vanti l'essere universalmente considerata la patria dell'opera.
Tra i numerosi sinonimi, più o meno appropriati, basta ricordare melodramma e teatro musicale. Il termine è fortemente contestualizzato nel suo impiego, in quanto il vocabolo opera, in italiano, è un termine di origine latina che indica un lavoro in generale, particolarmente in ambito artistico.
Dall'agosto 2013, l'Associazione Cantori Professionisti d'Italia ha depositato presso il MIBACT il dossier per la Candidatura UNESCO per l'opera italiana. L'intento di iscrivere il Canto lirico italiano all'interno del Patrimonio dell'Umanità protetto da UNESCO ha ottenuto riscontro positivo ed è stato approvato il 6 dicembre 2023.

## Caratteristiche
Il teatro di prosa opera per mezzo di scenografie e costumi e attraverso la recitazione. Il testo letterario appositamente composto, che contiene le battute pronunciate dai personaggi e le didascalie, è denominato libretto. I cantanti sono accompagnati da un complesso strumentale di dimensioni variabili, anche di una grande orchestra sinfonica. Fin dal suo primo apparire, l'opera accese appassionate dispute tra gli intellettuali, tese a stabilire se l'elemento più importante fosse la musica o il testo poetico.
I soggetti rappresentati sono vari e possono corrispondere a taluni sottogeneri: serio, buffo, giocoso, semiserio, farsesco.
L'opera si articola convenzionalmente in vari numeri musicali, che includono sia momenti d'assieme (duetti, terzetti, concertati, cori, balletti) sia assoli (arie, ariosi, romanze, cavatine, cabalette).
In realtà oggi il successo di un'opera deriva da un insieme di fattori alla cui base, oltre alla qualità della musica (che dovrebbe andare incontro al gusto prevalente, ma che talvolta presenta tratti di forte innovazione), vi è l'efficacia drammaturgica del libretto e di tutti gli elementi di cui si compone lo spettacolo teatrale.
Un'importanza fondamentale rivestono dunque anche la messinscena (scenografia, regia, costumi ed eventuali coreografie), la recitazione ma, soprattutto, la qualità vocale dei cantanti. Se le risorse per una produzione scenica sono insufficienti, soprattutto se il lavoro richiede una messa in scena particolarmente elaborata, l'opera può essere eseguita in forma di concerto.
La storia dell'opera abbraccia un arco temporale di oltre quattro secoli, dalla fine del XVI al presente. Dopo la metà del secolo XX la produzione di nuove opere si è ridotta sensibilmente, anche a causa dell'affermarsi di nuove forme di spettacolo e intrattenimento, non più legate alla dimensione del teatro, quali la cinematografia, la radiofonia e la televisione.

## Numeri, cantanti e ruoli
Fino a quasi tutto l'Ottocento l'opera italiana è suddivisa in numeri musicali: arie, duetti, terzetti, concertati, cori, balletti, ecc.
Nel XVIII secolo singoli numeri sono raccordati da recitativi accompagnati solo dal basso continuo, noti come recitativi secchi, nei quali si era evoluto il "recitar cantando" del melodramma della fine del XVI secolo. Nel teatro musicale comico francese e tedesco (vale a dire nei generi dell'opéra-comique e del singspiel) i recitativi secchi sono sostituiti da dialoghi parlati.
Aria e recitativo hanno convissuto a lungo nel secondo Settecento e nei primi anni dell'Ottocento, finché il recitativo secco non cadde in disuso, venendo sostituito completamente da quello accompagnato dall'intera orchestra, ma sopravvivendo un po' più a lungo nell'ambito del teatro comico. Il recitativo accompagnato sarà invece inglobato nel numero insieme all'aria con la denominazione di scena.
I cantanti, e i ruoli che essi interpretano, sono distinti in rapporto al registro vocale.
Le voci maschili sono denominate, dalla più grave alla più acuta, basso, baritono, tenore. A essi si possono aggiungere le voci di controtenore (o contraltista) e di sopranista, che utilizzano un'impostazione in falsetto a imitazione della voce femminile. Esse eseguono ruoli un tempo affidati ai castrati.
Le voci femminili sono classificate, dalla più grave alla più acuta, come contralto, mezzosoprano e soprano. Anch'esse eseguono oggi, molto più di frequente delle corrispondenti voci maschili, i ruoli sopranili e/o contraltili scritti per le voci dei castrati.

## Panoramica storica
La storia dell'opera abbraccia un arco cronologico-temporale di oltre quattro secoli, dalla fine del XVI al presente. Le origini dell'opera si fanno risalire al passaggio tra il XVI e il XVII secolo, quando un gruppo di intellettuali fiorentini, noto come Camerata de' Bardi, dal nome del mecenate che li ospitava, decide di formalizzare il nuovo genere. Le sue radici storiche risalgono per altro al teatro medievale e ad artisti come Guido d'Arezzo, un religioso italiano emulato in seguito anche all'estero, tipico esempio è dato dalla religiosa benedettina Ildegarda di Bingen, quest'ultima nota per l'opera drammatica Ordo Virtutum composta nel 1151 circa, mentre le radici ideali affondano nel teatro antico e in particolare nella tragedia classica. D'altronde già la commedia dell'arte cinquecentesca prevedeva al suo interno l'uso delle canzoni, così come il ballet de court francese ed il masque inglese mescolavano voci, strumenti, scene, mentre i drammi pastorali comprendevano ampi spazi musicali.

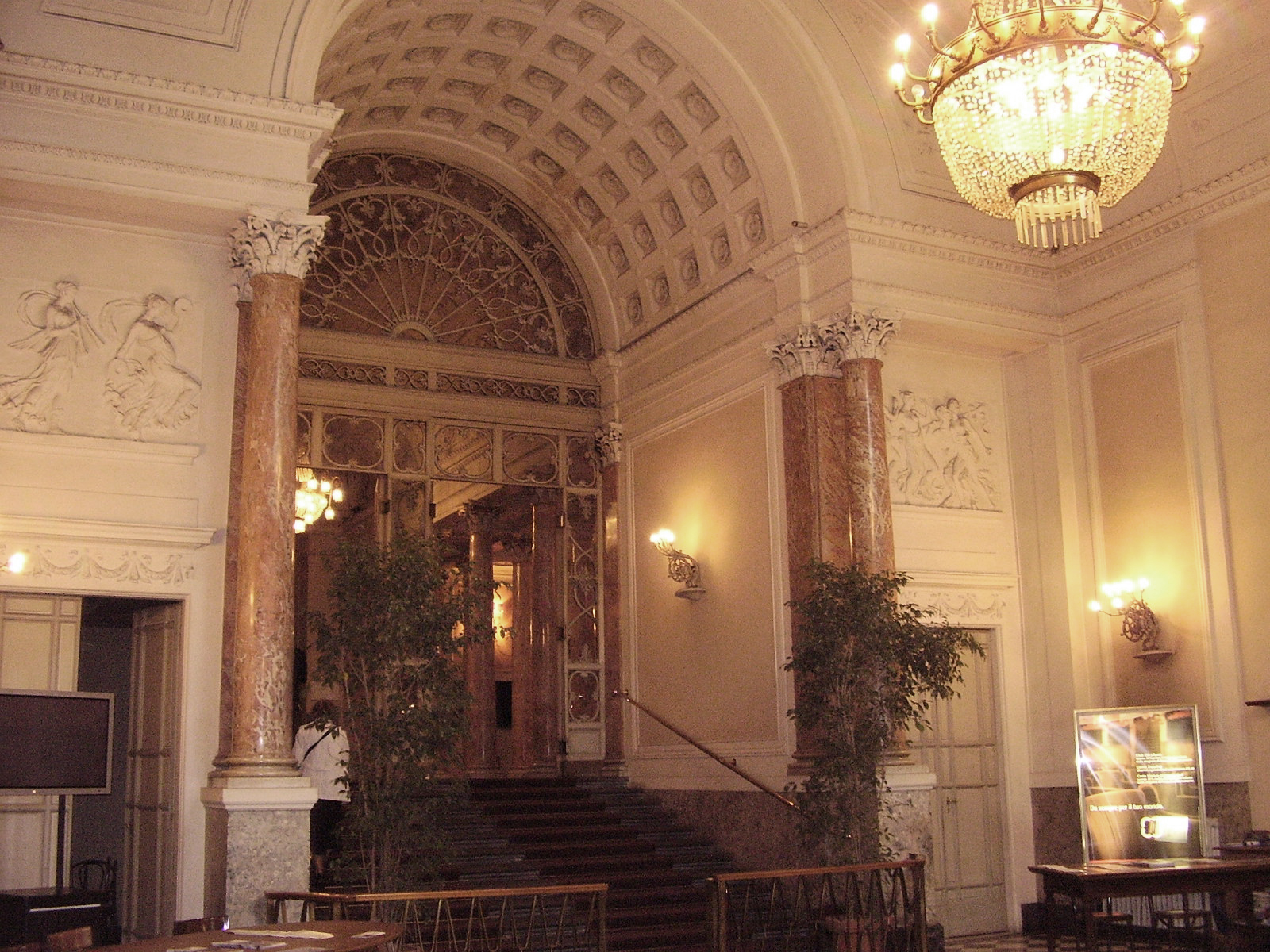
Il Teatro della Pergola di Firenze

L'opera ha poi enorme diffusione in età barocca, affermandosi soprattutto a Napoli, Roma e Venezia. Spettacolo inizialmente riservato alle corti, e dunque destinato a una élite di intellettuali e aristocratici, acquista carattere di intrattenimento a partire dall'apertura dei primi teatri pubblici, nel 1637 il Teatro San Cassiano a Venezia, il primo teatro moderno per struttura, per organizzazione, per gestione (basti pensare al palcoscenico con fondali dipinti intercambiabili, la platea e i palchetti da affittare) e nel 1639 il Teatro Santi Giovanni e Paolo di Venezia.

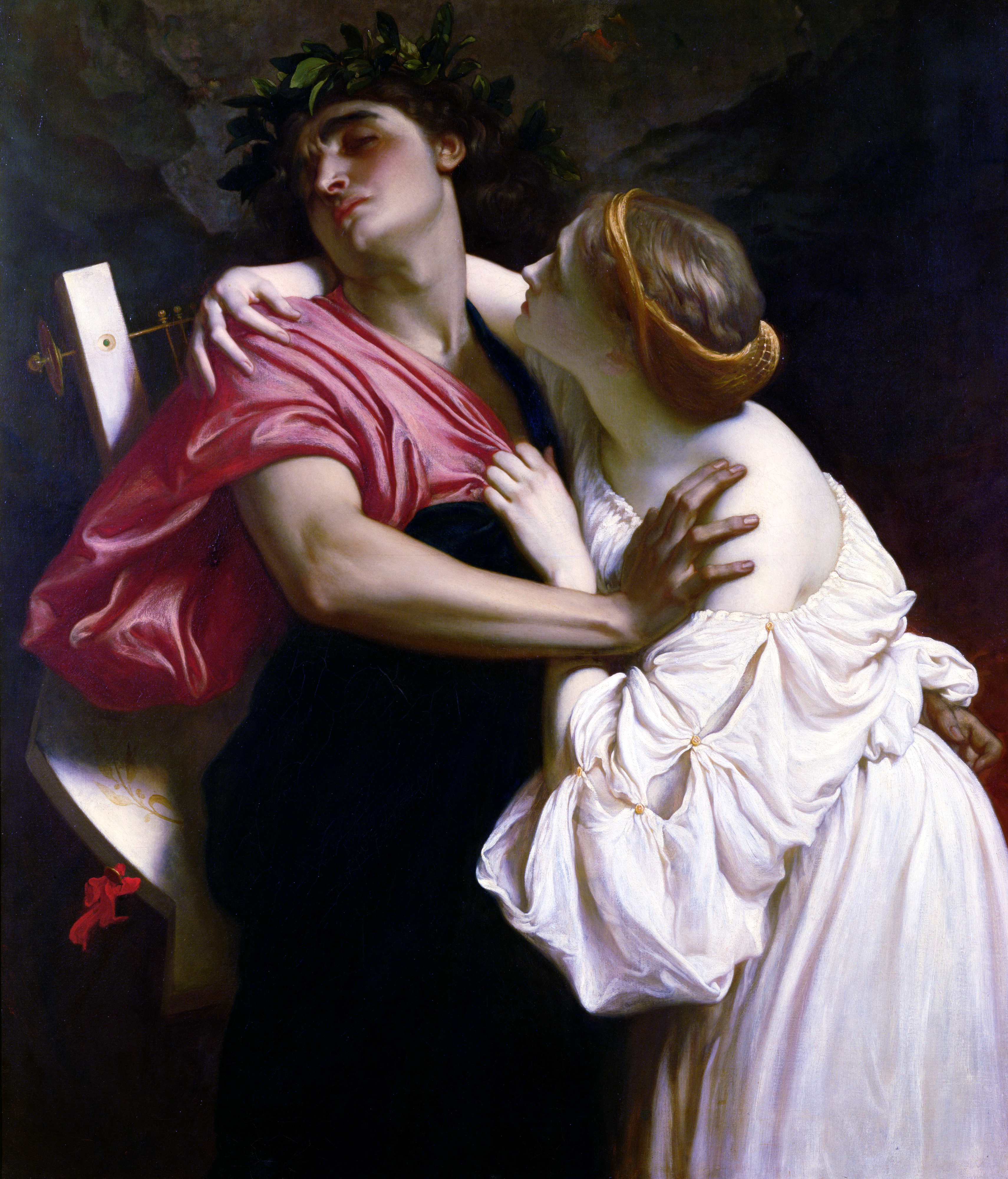
Il celebre dipinto di Frederic Leighton (1864) raffigurante il mito di Orfeo ed Euridice, uno dei primi temi trattati agli albori del Seicento dal teatro in musica

Tra i soggetti preferiti ci sono, nel corso del XVII secolo, i poemi omerici e virgiliani e le vicende cavalleresche, in particolare quelle narrate da Ludovico Ariosto e Torquato Tasso, con l'aggiunta di spunti comici, erotici, fantasiosi. La musica è caratterizzata dall'onnipresente basso continuo, arricchito dalla presenza di strumenti a fiato e ad arco.

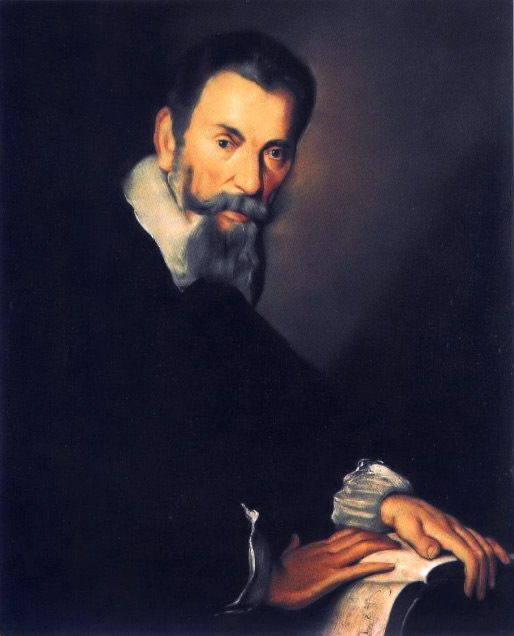
Claudio Monteverdi

Alla severità dell'opera degli esordi, ancora permeata dell'estetica tardo-rinascimentale e che trova l'espressione più alta e originale nella figura di Claudio Monteverdi, subentra allora un gusto per la varietà delle musiche, delle situazioni, dei personaggi, degli intrecci; mentre la forma dell'aria, dalla melodia accattivante e occasione di esibizione canora, ruba sempre più spazio al recitativo dei dialoghi e, di riflesso, all'aspetto letterario, mentre il canto si fa sempre più fiorito.
Nel frattempo, il compositore italiano naturalizzato francese Jean-Baptiste Lully dà vita all'opera francese, Henry Purcell fa nascere l'opera inglese e Heinrich Schütz dà origine all'opera tedesca.
In quest'ultima la frequente cantabilità che riscontriamo nelle opere italiane, poco adatta per la musica francese, viene abbandonata e si lascia spazio a una interpretazione musicale del testo.

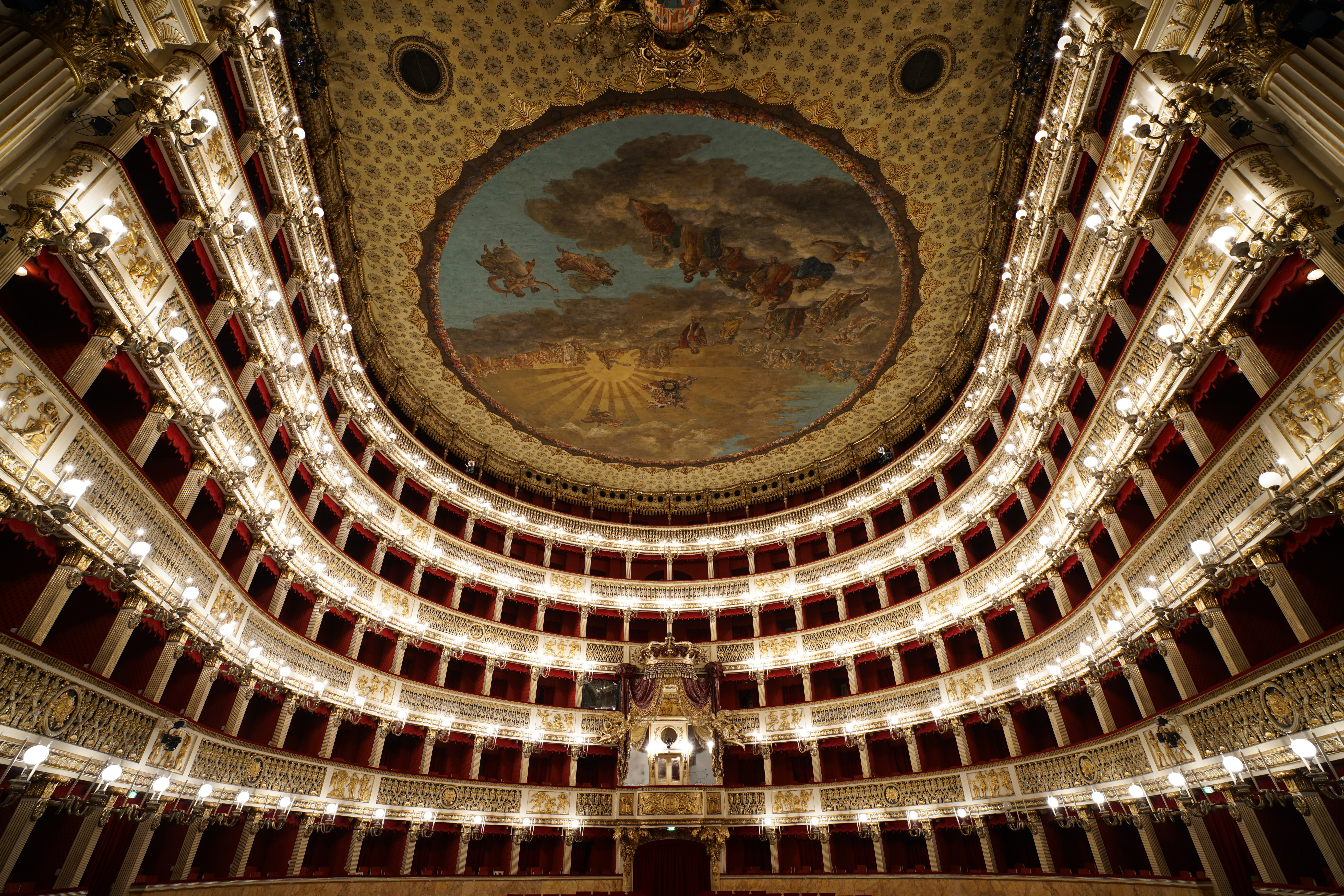
Palco reale del Teatro San Carlo di Napoli

Lo stile di canto, più severo e declamatorio, è prevalentemente sillabico. Ulteriori elementi di differenziazione rispetto al modello italiano sono costituiti dall'importanza assegnata alle coreografie e dalla struttura in cinque atti, che l'opera seria francese conserverà fino a tutto il XIX secolo. Nacquero così la tragédie lyrique e l'opéra-ballet.
Dalla fine del Seicento, le arie dell'opera italiana si compongono di due strofe poetiche intonate col "da capo", ossia ripetendo, con qualche variazione di stile, la prima strofa. Una forma impiegata fino alla fine del XVIII secolo. È questo il secolo nel quale l'opera italiana è riformata dai poeti Apostolo Zeno e Pietro Metastasio, i quali stabiliscono una serie di canoni formali, relativi sia all'impianto drammaturgico che alla struttura metrica delle arie, applicando le cosiddette unità aristoteliche e dedicandosi esclusivamente al genere serio. La scelta di Zeno e Metastasio di escludere ogni elemento comico dal teatro musicale serio determina la nascita dell'opera comica, dapprima in forma di intermezzo, poi come opera buffa.
Georg Friedrich Händel fu uno dei maggiori compositori del Settecento ed oggi molte sue opere sono eseguite frequentemente; tra queste, soprattutto Giulio Cesare, Rinaldo, Ariodante e Tamerlano.

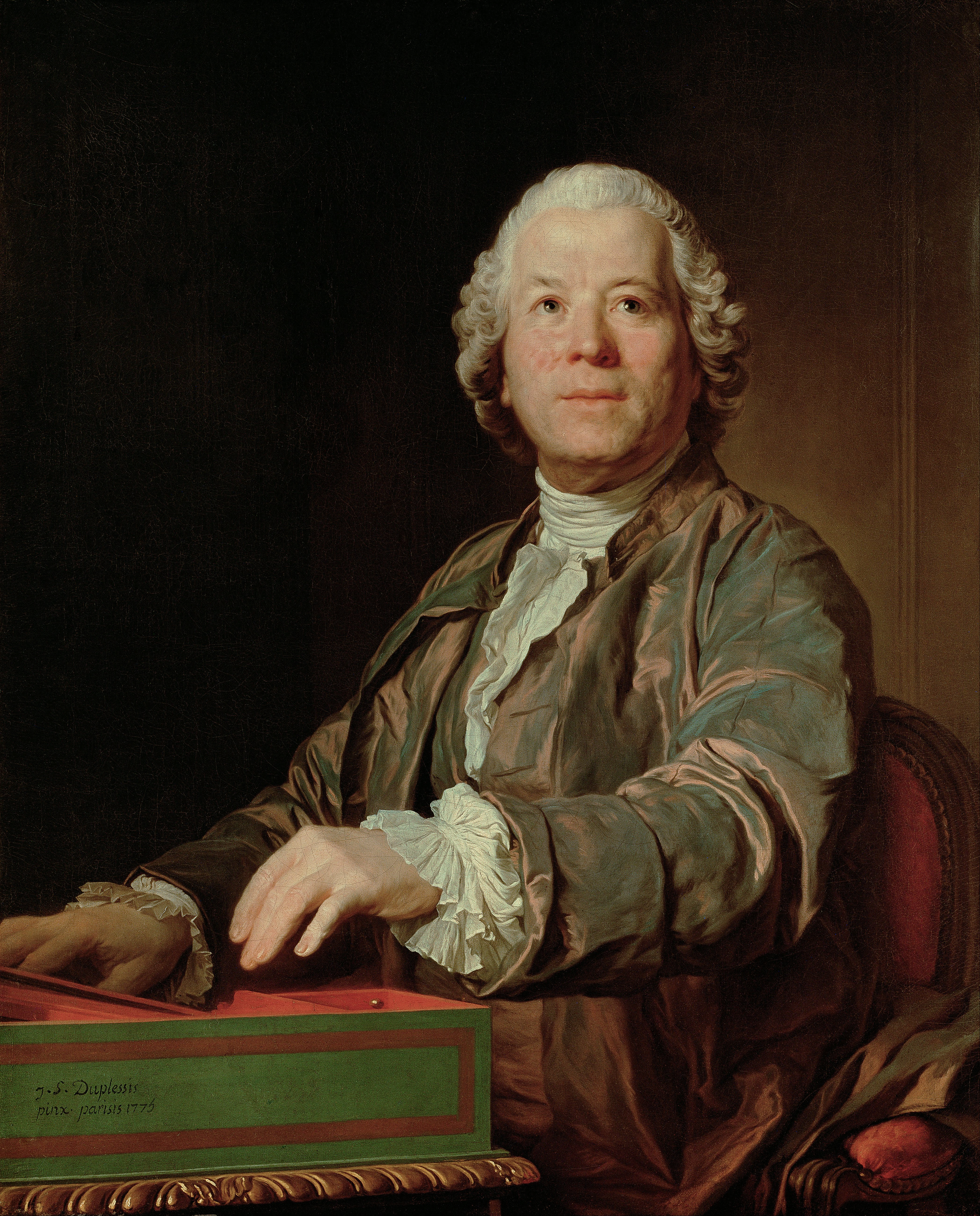
Christoph Willibald Gluck, grande riformatore dell'opera seria

La seconda metà del XVIII secolo registra anche l'azione riformatrice di Gluck e Mozart, in qualche misura anticipata, in Italia, da quella di Niccolò Jommelli e Tommaso Traetta. La riforma consiste in una riduzione dell'ampollosità e della retorica canora a vantaggio di un chiaro svolgimento dell'azione e di una maggiore aderenza della musica a situazioni e personaggi. La struttura del melodramma italiano, in particolare, col passare dei decenni, si era infatti cristallizzata in una meccanica successione di recitativi e arie. Gluck realizza la sua riforma nell'ambito dell'opera seria, mantenendosi entro il filone di una classicità espressivamente austera, entro i generi dell'opera italiana prima e dell'opera francese poi; Mozart sviluppando liberamente il genere di ascendenza goldoniana del dramma giocoso, nelle sue opere italiane più famose, nonché dando impulso alla nascente opera tedesca.

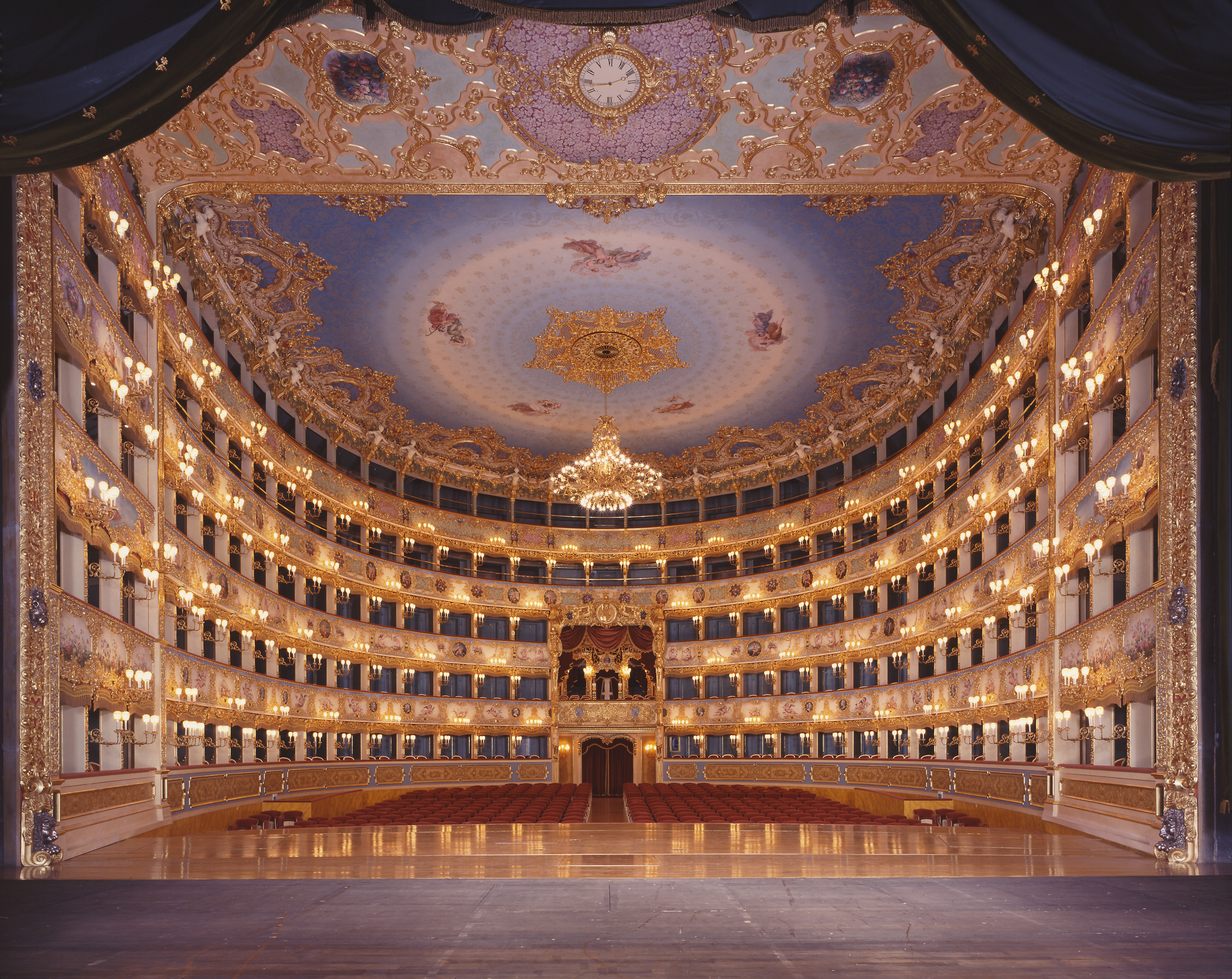
Gran Teatro La Fenice di Venezia

Ancora oggi Don Giovanni, Le nozze di Figaro, Die Zauberflöte e Il ratto dal serraglio di Mozart sono tra le opere maggiormente eseguite nel mondo. Intanto in Francia divampa la querelle des bouffons, un'accesa polemica tra i sostenitori dell'opera buffa italiana (tra cui gli enciclopedisti e in particolare Jean-Jacques Rousseau) e i seguaci dell'opera francese, scatenata dalla rappresentazione di un intermezzo di Pergolesi, La serva padrona.
Nella seconda metà del Settecento alcuni dei più importanti maestri italiani, quali Piccinni e Sacchini e, più tardi, Cherubini e Spontini, si stabiliscono a Parigi, ma lo scontro fra le tradizioni e le scuole operistiche italiana e francese non cessa, traducendosi nell'ennesima disputa parigina, che vede contrapposti i seguaci di Piccinni e quelli di Gluck.
Gli anni che vanno dal 1810 al 1823 sono dominati in Italia dalla figura di Gioachino Rossini, che da un lato porta a compimento l'esperienza dell'opera buffa, abbandonando la commedia realistica in favore di una comicità assoluta, con punte di moderno surrealismo, dall'altro ingloba nel genere serio elementi di importazione francese. Lo stesso Rossini, trasferitosi a Parigi, inaugura con Guillaume Tell il genere del grand opéra, destinato a un'enorme fortuna nei decenni seguenti.
Dopo di lui, in Italia, la distinzione tra i generi si attenua progressivamente. Situazioni e personaggi di commedia sono integrati sempre più spesso nel teatro drammatico, proseguendo di fatto il breve esperimento dell'opera semiseria. Più in generale, nel periodo post-rossiniano la componente aulica e moraleggiante lascia spazio all'elemento propriamente lirico, e in queste opere, che si collocano in una posizione sospesa fra l'estetica classica e quella romantica, assistiamo al trionfo del belcanto, liberato da ogni retorica.

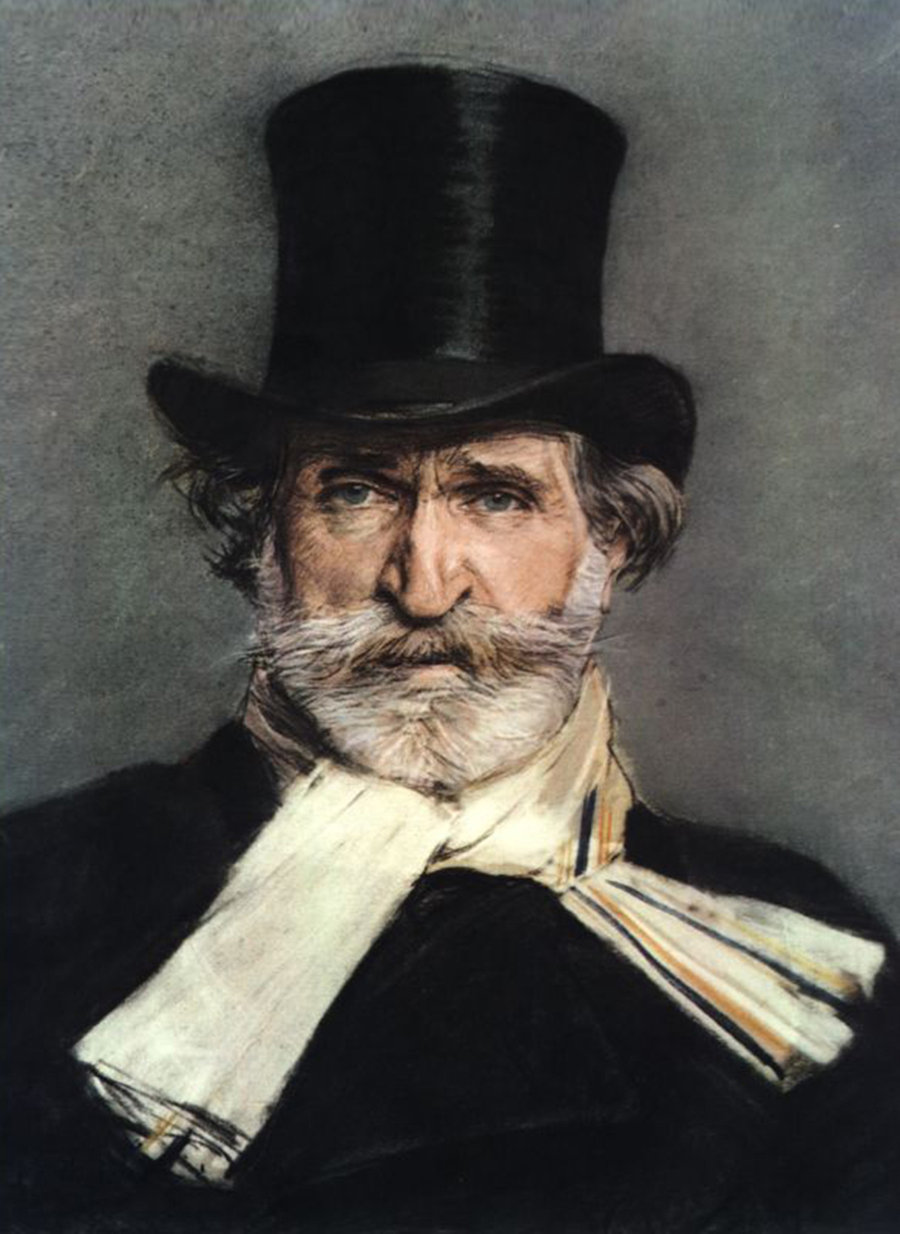
Giuseppe Verdi

Una sterzata verso un romanticismo di gusto francese o al più inglese, carico di contrasti drammatici ma anche caratterizzato da esplicite incursioni nel realismo, viene dal teatro di Giovanni Pacini, Saverio Mercadante, Vincenzo Bellini e Gaetano Donizetti. Sulla loro scia, ma con una maggiore attenzione alla rappresentazione, diretta o metaforica, della realtà storica dell'Italia contemporanea e con una ben più organica visione drammaturgica, si colloca la figura di Giuseppe Verdi, autore di alcune delle opere più famose ed eseguite di sempre, quali Nabucco, Rigoletto, Il trovatore, La traviata, Aida, Otello e Falstaff.
In questa fase, che termina all'incirca con gli anni sessanta del XIX secolo, si assiste a una progressiva dilatazione delle forme chiuse, in particolare del numero, in favore di una nuova continuità drammaturgica.

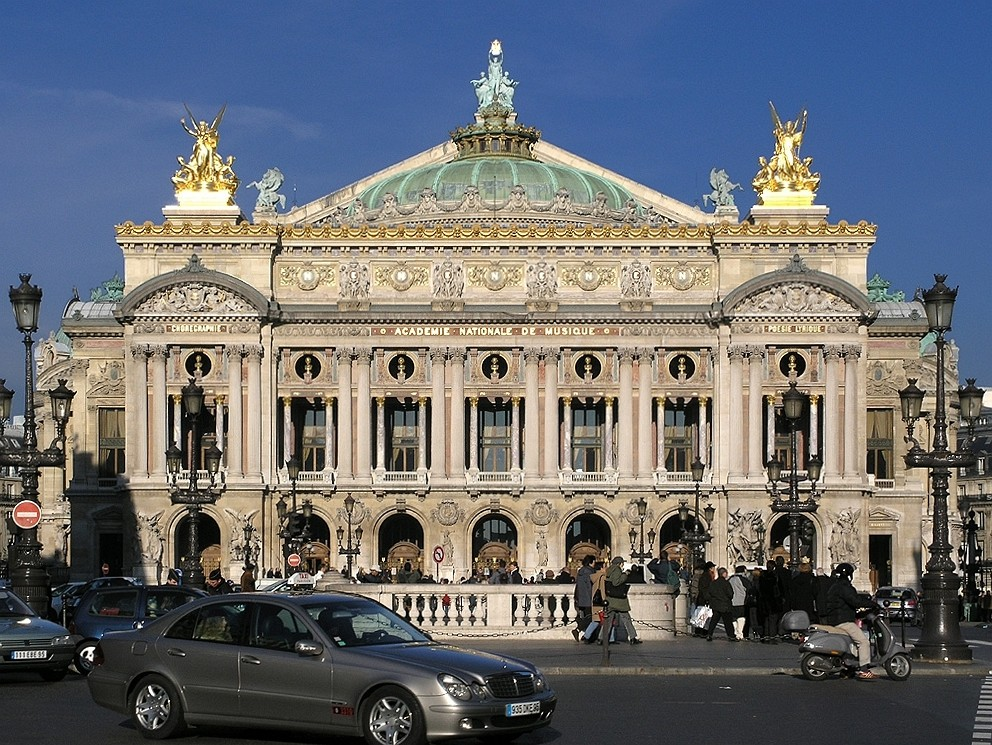
Il teatro dell'Opéra Garnier di Parigi, uno dei più famosi teatri d'opera del mondo

Nel frattempo, l'opera francese sviluppa i generi contrapposti del grand opéra (con messe in scena sfarzose e balli) e dell'opéra-comique (con i dialoghi parlati), ciascuno legato a un teatro parigino. Con la seconda metà del secolo si impone però un nuovo genere intermedio, l'opéra-lyrique, elaborato da Charles Gounod a partire dal Faust.
Il modello francese ha un impatto decisivo anche sulla produzione operistica italiana degli anni settanta e ottanta dell'Ottocento, nella fase storica nota come "transizione", durante la quale, mentre decadono le vecchie forme convenzionali, si afferma il genere della Grande opera, rivisitazione italiana del vecchio grand opéra francese.
Assai meno fortunato rispetto al precedente, ma destinato a incidere ben più a lungo e ben più in profondità sull'evoluzione del teatro musicale europeo è il modello alternativo di Richard Wagner. Muovendo da una debole tradizione operistica tedesca - i cui maggiori esponenti erano stati finora Mozart, Beethoven (Fidelio) e Weber (Der Freischütz) - Wagner rivoluzionò dalle fondamenta il genere operistico, eliminando le forme chiuse e il protagonismo dei cantanti e strutturando le sue partiture in chiave sinfonica intorno ai leitmotiv (temi conduttori). Il suo nuovo linguaggio, estremamente ardito, è alle radici della musica moderna e nei decenni seguenti fu assorbito anche dalle scuole operistiche italiana e francese. Più indipendente si mantenne la nascente scuola russa, con Michail Glinka prima e il Gruppo dei Cinque poi, che muoveva da premesse nazionalistiche.

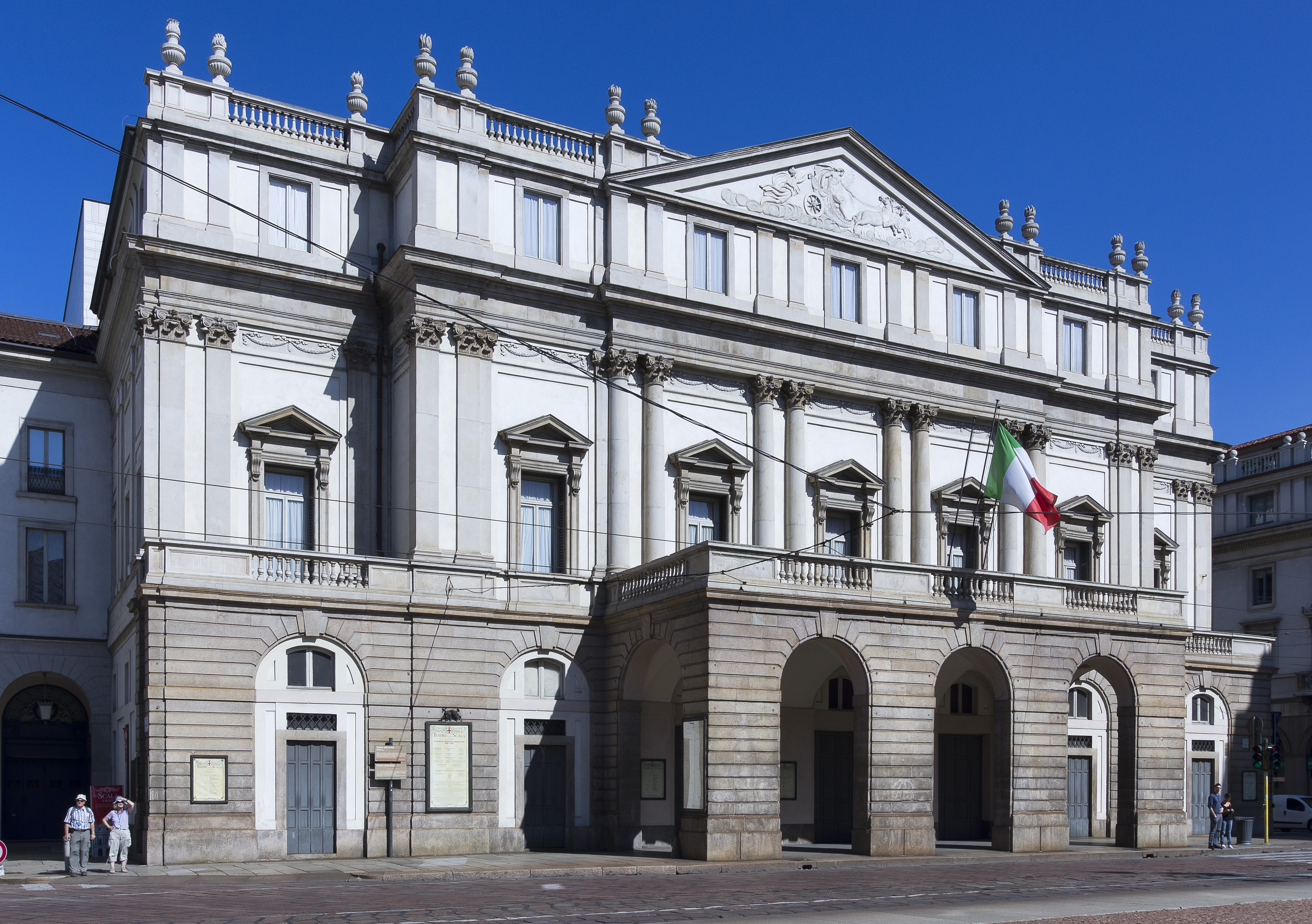
Il Teatro alla Scala di Milano

In Italia il modello musicale wagneriano e quello teatrale-drammaturgico (e, in minor misura, lirico-musicale) dell'ultimo Verdi furono assorbiti e rielaborati in modo originale dai compositori della Giovane Scuola, affermatasi a partire dall'ultimo decennio del secolo, fra cui Pietro Mascagni, Ruggero Leoncavallo, Umberto Giordano, Francesco Cilea e soprattutto Giacomo Puccini autore di opere divenute celebri quali Manon Lescaut, La bohème, Tosca, Madama Butterfly. Vanno infine segnalati gli apporti alla poetica della giovane scuola da parte di musicisti di "transizione", come Amilcare Ponchielli, Arrigo Boito e Alfredo Catalani, e del francese Georges Bizet, che con Carmen aveva aperto nuove strade alla lirica europea del tempo.
In questo periodo gli operisti italiani, accantonati i soggetti storici della grande opera, si orientarono tuttavia verso drammaturgie di tipo realista o addirittura verista (con la nascita del genere vero e proprio dell'opera verista), ben più affini a quelle del teatro musicale francese del secondo Ottocento, in particolare al genere dell'opéra-lyrique.
Dopo la metà del XX secolo la produzione di nuove opere si è ridotta sensibilmente, anche a causa dell'affermarsi di nuove forme di spettacolo e intrattenimento quali la cinematografia, la radiofonia e la televisione.

## Tipologia
Nel corso della storia si sono formati vari generi di opera lirica, con una continua contaminazione e derivazione di una dall'altra categoria, per seguire i gusti del pubblico o per creare da parte degli artisti soggetti e lavori originali. 

### Opera seria
L'opera seria è un genere tipico dell'opera italiana. Si contrappone storicamente al genere dell'opera buffa, al punto tale che la decadenza di quest'ultima, nel corso del XIX secolo, finì per renderne prima incerti, poi irriconoscibili i contorni. I temi portanti dell'opera seria sono il dramma e le passioni umane.

### Opera buffa
Si sviluppò a Napoli nella prima metà del XVIII secolo come opera comica e da lì migrò a Roma e nel nord Italia. Compositori famosi, compreso Mozart, Rossini, Donizetti e altri ancora, diedero un largo contributo allo sviluppo di questo genere operistico.

### Melodramma giocoso
Il melodramma giocoso o dramma giocoso è un genere operistico che ebbe origine in Italia verso la metà del XVIII secolo. Il termine venne per la prima volta usato da Giovanni Cosimo Villifranchi come prefazione al suo lavoro comico L'Ipocondriaco, però fu Carlo Goldoni che iniziò ad impiegarlo regolarmente dal 1748. Un dramma giocoso ha un intreccio sentimentale o patetico concluso da un lieto fine e si colloca quindi a metà strada tra l'opera seria e l'opera buffa.

### Opera semiseria
L'opera semiseria è un genere operistico in cui convivono personaggi, forme e stili tratti dall'opera seria e dall'opera buffa. Storicamente il genere semiserio si affermò in Italia negli ultimi decenni del Settecento, sul modello della pièce au sauvatage francese. 

### Farsa
La farsa è genere operistico diffuso tra l'ultimo decennio del XVIII secolo e i primi tre del XIX secolo principalmente a Venezia e a Napoli e in misura minore nel resto d'Italia. Si trattava normalmente di un'opera di carattere buffo con un solo atto, a volte rappresentata insieme a dei balletti.

### Singspiel
Il Singspiel (termine che significa letteralmente "recita cantata") è un genere operistico in voga tra il XVIII e il XIX secolo, sorto e sviluppatosi in area tedesco-austriaca, caratterizzato dall'alternanza di parti recitate e parti cantate. A differenza dell'opera italiana, che prevede recitativi cantati, nel Singspiel i recitativi sono perciò recitati, in lingua tedesca, come nel teatro di prosa.

### Opéra-comique
L'opéra-comique è un genere operistico francese che conteneva dialoghi parlati. Essa derivò dal vaudeville dei Theatres di St Germain e St Laurent (ed in misura minore dal teatro della Comédie-Italienne). Il genere ebbe inizio con l'opera Télémaque di Alain-René Lesage del 1715 ed ebbe termine soltanto nel XX secolo.

### Grand opéra
Il grand opéra è un genere operistico che ha dominato la scena francese fra gli anni venti e gli anni ottanta dell'Ottocento, sostituendosi alla tragédie lyrique molto in voga nel XVII e XVIII secolo. I primi esempi compiuti di grand opéra sono: La muta di Portici (La muette de Portici) di Auber (1828) e Guglielmo Tell (Guillaume Tell) di Rossini (1829).

### Musikdrama
Musikdrama, in italiano dramma musicale, è un termine tedesco usato per indicare l'unità di prosa e musica. Coniato da Theodor Mundt nel 1833, è stato adottato dal compositore Richard Wagner, assieme al neologismo Gesamtkunstwerk (opera d'arte totale), per definire le proprie opere, come L'olandese volante, Tannhäuser e Lohengrin, la Tetralogia, Tristano e Isotta, I maestri cantori di Norimberga e Parsifal.